# Foroni
Foroni is een historisch Italiaans merk van vouwmotorfietsen.
Morizio Foroni begon in 1975 in Modena met de productie van de Zucchero-vouwmotorfiets. Deze had een 48cc-Morini-tweetaktmotor met een kickstarter. Aan de voorkant zat een telescoopvork, maar het achterwiel was niet geveerd. In samengeklapte toestand was het machientje 55 cm hoog, 65 cm lang en 35 cm breed.